# آرتیوم

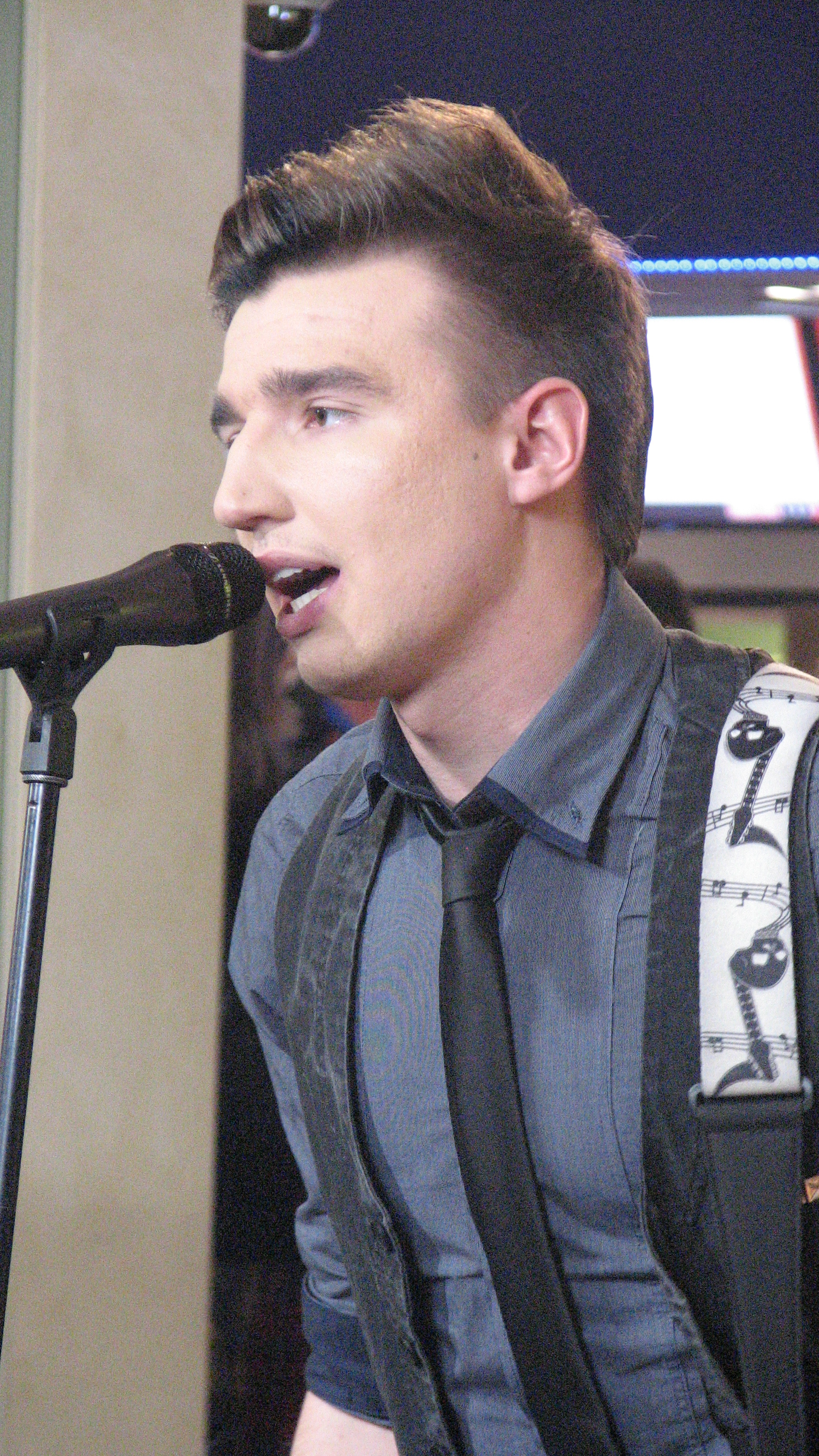
آرجام ساویتسکی، خواننده ارمنی - ۲۰۱۲

آرتیوم (به ارمنی: Արտյոմ) نام کوچک مردانه رایج در میان ارمنیان می‌باشد و ممکن است به یکی از موارد زیر اشاره داشته باشد:
- آرتیوم آلیخانیان فیزیک‌دان
- آرتیوم پیلیپوسیان بازیکن فوتبال
- آرتیوم تریان کشتی‌گیر
- آرتیوم خاچاتوروف بازیکن فوتبال
- آرتیوم سیمونیان
- آرتیوم شالویان وزنه‌بردار
- آرتیوم فالیان بازیکن فوتبال و مربی فوتبال
- آرتیوم کوریان
- آرتیوم کیورغیان کشتی‌گیر
- آرتیوم میکائلیان
- آرتیوم میکویان مهندس و استاد دانشگاه و یکی از طراحان نامدار هواپیما در شوروی
- آرتیوم نازاروف
- آرتیوم هوهانیسیان بوکسور